# Ортотреугольник
Ортотреуго́льник (или ортоцентрический треугольник) — треугольник {\displaystyle \triangle abc}, вершины которого являются основаниями высот исходного треугольника {\displaystyle \triangle ABC}. Для ортотреуго́льника {\displaystyle \triangle abc} исходный треугольник {\displaystyle \triangle ABC} является треугольником трёх внешних биссектрис. Точка пересечения высот исходного треугольника {\displaystyle \triangle ABC} называется ортоцентром и является центром вписанной окружности ортотреуго́льника {\displaystyle \triangle abc}.

## Свойства
- Задача Фаньяно: ортотреугольник остроугольного треугольника {\displaystyle \triangle ABC} обладает наименьшим периметром из всех вписанных треугольников.
- Окружность девяти точек: окружность, описанная вокруг ортотреугольника остроугольного треугольника {\displaystyle \triangle ABC}, проходит через середины сторон треугольника Δ{\displaystyle ABC} и через середины отрезков, соединяющих ортоцентр с вершинами треугольника {\displaystyle \triangle ABC}. Радиус этой окружности равен половине радиуса окружности, описанной вокруг  треугольника Δ{\displaystyle ABC}.
- Высоты остроугольного треугольника являются биссектрисами углов его ортотреугольника.
- Стороны треугольника являются тремя внешними биссектрисами его ортотреугольника, таким образом треугольник является треугольником трёх внешних биссектрис своего ортотреугольника.
- Ортоцентр остроугольного треугольника является центром окружности, вписанной в его ортотреугольник.
- Если точки {\displaystyle A_{1}}, {\displaystyle B_{1}} и {\displaystyle C_{1}} на сторонах соответственно {\displaystyle BC}, {\displaystyle AC} и {\displaystyle AB} остроугольного треугольника Δ{\displaystyle ABC} таковы, что {\displaystyle \angle BA_{1}C_{1}=\angle CA_{1}B_{1}}, {\displaystyle \angle CB_{1}A_{1}=\angle AB_{1}C_{1}} и {\displaystyle \angle AC_{1}B_{1}=\angle BC_{1}A_{1}}, то {\displaystyle A_{1}B_{1}C_{1}} — ортотреугольник треугольника {\displaystyle \triangle ABC}.
- Ортотреугольник треугольника Δ{\displaystyle ABC} отсекает при вершинах {\displaystyle A}, {\displaystyle B} и {\displaystyle C} треугольники, подобные треугольнику Δ{\displaystyle ABC} с коэффициентами подобия соответственно {\displaystyle |cos(\angle A)|}, {\displaystyle |cos(\angle B)|}, {\displaystyle |cos(\angle C)|}.
- Окружности, описанные вокруг отсекаемых ортотреугольником треугольников, проходят через ортоцентр, и их центры лежат на серединах отрезков, соединяющих ортоцентр исходного треугольника с вершинами исходного треугольника.
- Если вокруг остроугольного треугольника описать окружность и в трех вершинах треугольника провести прямые, касательные к окружности, то пересечение этих прямых образует треугольник, который называют тангенциальным треугольником по отношению к исходному треугольнику, и стороны которого параллельны сторонам ортотреугольника исходного треугольника.

### Свойства подобия родственных треугольников

— ортотреугольник треугольника, а — треугольник Жергонна ортотреугольника. — ортоцентр, инцентр и центр описанной окружности. Треугольники и подобны.

- Ортотреугольник и тангенциальный треугольник подобны (Зетель, следствие 1, § 66, с. 81).
- Треугольник Жергонна ортотреугольника и исходный треугольник подобны (см. рисунок).
- Треугольник трёх внешних биссектрис треугольника трех внешних биссектрис и исходный треугольник подобны.
- Ортотреугольник треугольника Жергонна и исходный треугольник подобны.
- Выше указанные свойства подобия родственных треугольников являются следствием ниже перечисленных свойств параллельности (антипараллельности) сторон родственных треугольников.

### Свойства параллельности (антипараллельности) сторон родственных треугольников
- Стороны данного остроугольного треугольника антипараллельны соответствующим сторонам ортотреугольника, против которых они лежат.
- Стороны тангенциального треугольника антипараллельны соответствующим противоположным сторонам данного треугольника (по свойству антипараллельности касательных к окружности).
- Стороны тангенциального треугольника параллельны соответствующим сторонам ортотреугольника.
- Если точки касания вписанной в данный треугольник окружности соединены отрезками, то получится треугольник Жергонна. Пусть в полученном треугольнике проведены высоты. Тогда прямые, соединяющие основания этих высот, параллельны сторонам исходного треугольника. Следовательно, ортотреугольник треугольника Жергонна и исходный треугольник подобны.

### Другие свойства
- Площадь ортотреугольника равна:

{\displaystyle S_{ort}={\frac {S}{(2abc)^{2}}}(a^{2}+b^{2}-c^{2})(a^{2}+c^{2}-b^{2})(b^{2}+c^{2}-a^{2})}
где {\displaystyle S} — площадь треугольника ΔABC; {\displaystyle a,b,c} — его соответствующие стороны.
- Окружность, описанная около ортотреугольника Δabc, для самого треугольника ΔABC является окружностью Эйлера (окружностью 9 точек), то есть одновременно проходит, через 3 основания медиан последнего. Заметим, что эти 3 основания медиан являются вершинами дополнительного треугольника для треугольника ΔABC.
- Радиусы окружности, описанной около данного треугольника ΔABC, проведенные через его вершины, перпендикулярны соответственным сторонам ортотреугольника Δabc (Зетель, следствие 2, § 66, с. 81).